# Eve Ensler
V, anteriormente Eve Ensler ([ˈɛnslər]; Nova Iorque, 25 de maio de 1953), é uma dramaturga, autora, artista, feminista e ativista norte-americana. V é mais conhecida por sua peça Os Monólogos da Vagina. Em 2006, Charles Isherwood, do The New York Times, chamou Os Monólogos da Vagina de "provavelmente a peça mais importante do teatro político da última década".
Em 2011, V recebeu o Prêmio Isabelle Stevenson no 65.º Tony Awards, que reconhece um indivíduo da comunidade teatral que fez uma contribuição substancial de tempo e esforço voluntário em nome de organizações humanitárias, de serviço social ou de caridade. V recebeu este prêmio por sua criação do movimento sem fins lucrativos V-Day, que arrecada dinheiro e educa o público sobre a violência contra as mulheres e os esforços para detê-la.
Ela escreve para o periódico The Guardian e apareceu em filmes como Until the Violence Stops do Dia V, o documentário da rede de televisão PBS, What I Want My Words to Do to You, e o documentário da Netflix City of Joy, entre outros. Ela aparece regularmente em entrevistas impressas, de rádio, podcast e televisão, incluindo na CNN, Democracy Now, TODAY, Real Time with Bill Maher e Russell Simmons Presents Def Poetry.

## Vida pessoal
V nasceu na cidade de Nova Iorque, sendo a segunda dos três filhos de Arthur Ensler, um executivo da indústria alimentícia, e Chris Ensler. Ela foi criada no subúrbio ao norte de Scarsdale. Seu pai era judeu e sua mãe cristã, e ela cresceu em uma comunidade predominantemente judaica; no entanto, V se identifica como uma budista de Nitiren e diz que sua prática espiritual inclui cantar Namu Myōhō Renge Kyō e fazer ioga.
V conta que, dos cinco aos dez anos, ela foi abusada sexual e fisicamente pelo pai. Enquanto crescia, ela disse que estava "muito triste, muito zangada, muito desafiadora. Eu era a garota de cabelo sujo. Não me encaixava em lugar nenhum".
V frequentou o Middlebury College em Vermont, onde ficou conhecida como uma feminista militante. Depois de se formar em 1975, ela teve uma série de relacionamentos abusivos e tornou-se dependente de drogas e álcool. Em 1978, casou-se com Richard Dylan McDermott, um barman de 34 anos, que a convenceu a entrar na reabilitação. Quando tinha 23 anos de idade, adotou Mark Anthony McDermott, filho de 16 anos do primeiro casamento de seu marido. O relacionamento deles tornou-se próximo e V disse que isso a ensinou "como ser um ser humano amoroso". Depois que V sofreu um aborto espontâneo, Mark adotou o nome que ela havia planejado para seu bebê, Dylan. O pai de V e Dylan se separaram em 1988, o primeiro citando que ela "precisava de independência, de liberdade". De acordo com um artigo de 2012 no Sydney Morning Herald, "Depois que seu casamento terminou, ela teve um longo relacionamento com o artista e psicoterapeuta Ariel Orr Jordan, mas está solteira agora, o que parece combinar com seu estilo de vida nômade – ela tem casas em Nova Iorque e Paris, mas viaja grande parte do ano."
Um artigo de junho de 2010 de V no The Guardian disse que ela estava recebendo tratamento para câncer uterino. V escreveu sobre sua experiência com o câncer em seu livro de memórias, In The Body of the World. Em entrevista ao Democracia Agora! em 2012 Democracia Now!, V afirmou que ela estava há 2 anos e meio livre do câncer.

### Mudança de nome
Depois de publicar seu livro The Apology em 2019, onde descreveu o abuso sexual e físico cometido por seu falecido pai, a autora afirmou que desejava se distanciar do sobrenome que ele usava e expressou sua preferência em ser chamada pelo monônimo V.

## Os Monólogos da Vagina

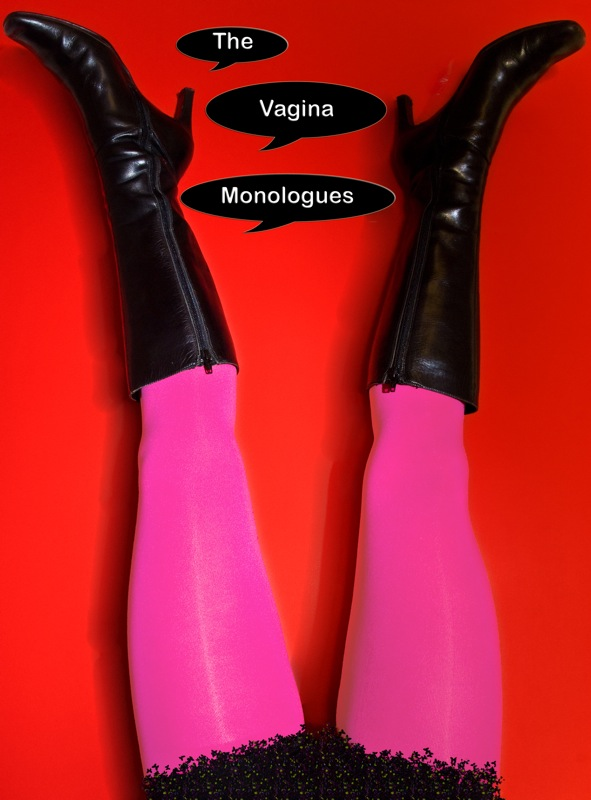
Escrita por V, pôster da peça teatral Os Monólogos da Vagina (1996)

V escreveu Os Monólogos da Vagina em 1996. Apresentada pela primeira vez no porão do Cornelia Street Café em Greenwich Village, a peça estreou no HERE Arts Center, Off-Off-Broadway em Nova Iorque e foi seguida por uma apresentação off-Broadway no Westside Theatre. Posteriormente, a peça foi traduzida para 48 idiomas e apresentada em mais de 140 países. Celebridades que estrelaram incluem Jane Fonda, Whoopi Goldberg, Idina Menzel, Glenn Close, Susan Sarandon, Marin Mazzie, Cyndi Lauper, Mary Testa, Sandra Oh e Oprah Winfrey. V recebeu o Prêmio Obie em 1996 de 'Melhor Nova Peça' e em 1999 recebeu o Prêmio Guggenheim Fellowship em Dramaturgia. Ela também recebeu o Prêmio Berrilla-Kerr de Dramaturgia, o Prêmio Elliot Norton de Melhor Performance Solo e o Prêmio do Júri de Teatro no Festival de Artes de Comédia dos EUA.

## Trabalhos posteriores
O livro de memórias de V, In the Body of the World, foi lançado em 30 de abril de 2013. Booklist revisou o livro, dizendo: "Este é um livro arrebatador de revelação e cura, verdades marcantes e emoções profundas, coragem e perseverança, compaixão e generosidade. Caloroso, engraçado, furioso e astuto, bem como poético, apaixonado e heroico, Ensler aproveita tudo o que perdeu e aprendeu para articular uma visão galvanizadora da essência da vida: 'A única salvação é a bondade.'". Em 6 de fevereiro de 2018, ela estreou uma versão teatral de seu livro de memórias, que interpreta como um monólogo solo, dirigido por Diane Paulus, no Manhattan Theatre Club, em Nova Iorque.
Ela contribuiu com a peça "Teatro: Um Lar Sagrado para Mulheres" para a antologia de 2003, Sisterhood Is Forever: The Women's Anthology for a New Millennium, com coautoria de Robin Morgan.
V forneceu contribuições não creditadas para o livro Wicked, o quarto show da Broadway mais antigo da história.
De outubro de 2005 a abril de 2006, V percorreu vinte cidades norte-americanas com sua peça The Good Body, seguindo compromissos na Broadway, no ACT em São Francisco, e em um workshop de produção no Seattle Repertory Theatre. The Good Body aborda por que mulheres de muitas culturas e origens percebem a pressão para mudar sua aparência a fim de serem aceitas aos olhos da sociedade.
A produção teatral da peça, intitulada Emotional Creature, teve sua estreia nos Estados Unidos no Berkeley Repertory Theatre em Berkeley, CA, em junho de 2012. Em fevereiro de 2012, a produção sul-africana de Emotional Creature foi indicada ao Prêmio Naledi Theatre 2011 de Melhor Produção de Conjunto/Produção de Ponta.
V foi consultora sobre feminismo e questões femininas para o filme de ação de 2015 Mad Max: Fury Road.
Em 2019, V publicou o livro The Apology, onde ela imagina o que seu pai, já falecido, diria se conseguisse se desculpar pelo abuso sexual e físico que infligiu a ela quando criança. Após a conclusão do trabalho, V disse que havia deixado de sentir qualquer amargura em relação ao pai, mas que não desejava mais levar o nome dele, convidando as pessoas a chamá-la de V.

## Ativismo
V é uma ativista que aborda questões de violência contra as mulheres. Em 1998, sua experiência realizando Os Monólogos da Vagina a inspirou a criar o V-Day, um movimento de ativismo global para acabar com a violência contra mulheres e meninas. O V-Day arrecada fundos e conscientiza por meio de produções beneficentes anuais de Os Monólogos da Vagina. Em 2010, mais de 5 400 eventos do Dia V ocorreram em mais de 1 500 locais nos EUA e em todo o mundo. Em 2014, o movimento do Dia V arrecadou mais de 100 milhões de dólares e educou milhões sobre a questão da violência contra as mulheres e os esforços para acabar com ela, elaborou campanhas internacionais educacionais, de mídia e PSA, lançou o programa Karama no Médio Leste, reabriu abrigos e financiou mais de 12 mil programas comunitários anti-violência e casas seguras na República Democrática do Congo, Haiti, Quénia, Dakota do Sul, Egipto e Iraque. Estas casas seguras proporcionam às mulheres refúgio contra abusos, mutilação genital feminina e assassinatos de "honra". O 'V' em V-Day significa Vitória, Dia dos Namorados e Vagina.
V é apoiadora da Associação Revolucionária das Mulheres do Afeganistão (RAWA) e foi para o Afeganistão sob o domínio do Talibã. Ela apoia as mulheres afegãs e organizou muitos programas para elas. Ela organizou um evento denominado "Cúpula das Mulheres Afegãs pela Democracia".
V lidera um grupo de escritores desde 1998 no Centro Correcional para Mulheres de Bedford Hills, que foi retratado em What I Want My Words To Do To You. Judy Clark, Kathy Boudin e Pamela Smart estavam entre os participantes do grupo de roteiristas apresentados no filme.

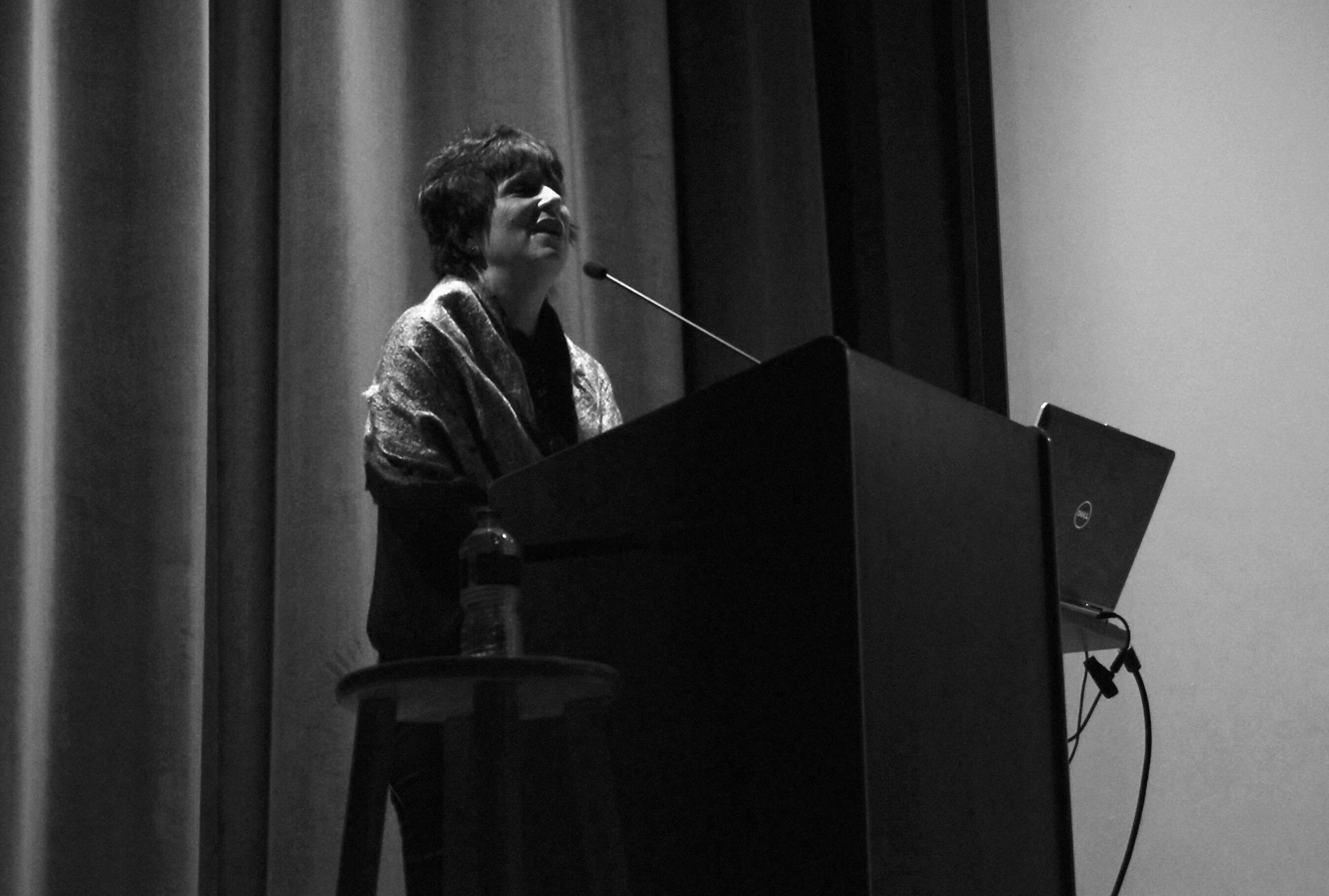
Em fevereiro de 2014, V discursou na Universidade Tecnológica do Tennessee como parte das campanhas "V-Day" e "One Billion Rising"

Em 2012, juntamente com o movimento V-Day, V criou One Billion Rising, uma campanha de protesto global para acabar com a violência e promover a justiça e a igualdade de género para as mulheres. No dia 14 de fevereiro de 2013, no 15.º aniversário do Dia V, mulheres e homens em países de todo o mundo realizaram ações de dança para exigir o fim da violência contra mulheres e moças.
Em 2016, V co-assinou uma carta enviada para o diplomata Ban Ki-moon, pedindo uma política de drogas mais humanitária, juntamente com Warren Buffett, John Legend e Elizabeth Warren.
Em 2017, num artigo de opinião no The Guardian V, criticou o recém-empossado presidente dos Estados Unidos, Donald Trump, referindo-se a ele como um "agressor sexual confesso" e "nosso predador-chefe".
Em 2020, V endossou o senador Bernie Sanders para presidente dos Estados Unidos nas eleições de 2020.

## Prêmios em destaque e honrarias
Ensler recebeu vários prêmios por seu trabalho artístico e humanitário:
- Prêmio Tony - Em 2011, V recebeu o Prêmio Isabelle Stevenson no 65.º Tony Awards, que reconhece um indivíduo da comunidade teatral que fez uma contribuição substancial de tempo e esforço voluntário em nome de organizações humanitárias, de serviço social ou de caridade.[44]
- Prêmio Guggenheim Fellowship em Dramaturgia, 1999[45]
- Prêmio OBIE por Os Monólogos da Vagina em 1997[46]
- Indicação ao Prêmio Olivier pela produção do West End por Os Monólogos da Vagina[47]
- Leão de Judá pelas Comunidades Judaicas Unidas, 2002[48][49]

## Obras publicadas

### Peças de teatro
- Conviction
- Lemonade
- The Depot
- Floating Rhoda and the Glue Man
- Extraordinary Measures
- Os Monólogos da Vagina
- The Good Body[50]
- Necessary Targets[51]
- The Treatment
- Emotional Creature
- OPC
- In the Body of the World
- Wild (teatro musical)[52]

### Livros
- Os Monólogos da Vagina (em inglês). Nova York: Villard, 1998. ISBN 9780375750526, OCLC 37492271
- Necessary Targets (em inglês). Nova York, NY: Dramatists Play Service, 2003. ISBN 9780822218951, OCLC 54060045
- The Good Body (em inglês). Nova York: Villard, 2004. ISBN 9780375502842, OCLC 56096678
- Vagina Warriors (em inglês). Nova York: Bulfinch Press, 2004. ISBN 9780821261842, OCLC 474721443
- Insecure at Last: Losing It in Our Security Obsessed World (em inglês). Nova York: Villard, 2006. ISBN 9781400063345, OCLC 70129196
- The treatment (em inglês). Nova York: Dramatists Play Service, 2007. ISBN 9780822222026, OCLC 163587396
- A Memory, a Monologue, a Rant, and a Prayer (em inglês). Nova York: Villard, 2007. ISBN 9780345497918, OCLC 862089179
- I Am an Emotional Creature: The Secret Life of Girls Around the World (em inglês). Nova York: Villard Trade Paperbacks, 2010. ISBN 9780812970166, OCLC 958697162
- In the Body of the World: A Memoir (em inglês). Nova York: Metropolitan Books, 2013. ISBN 9780805095180, OCLC 811597425
- The Apology (em inglês). Bloomsbury Publishing PLC, 2019. ISBN 9781635574388, OCLC 1100557521
- Reckoning (em inglês). Bloomsbury Publishing PLC, 2023. ISBN 9781635579048, OCLC 1367879295

## Filmografia
- 2016: City of Joy (em inglês)
- 2004: Until the Violence Stops (em inglês)
- 2003: What I Want My Words to Do to You: Voices From Inside a Women's Maximum Security Prison (em inglês)
- 2002: Os Monólogos da Vagina (em inglês)
- 2002: Fear No More: Stop Violence Against Women (em inglês) – entrevistada